# Stenocereus eruca
Stenocereus eruca är en kaktusväxtart som först beskrevs av Townshend Stith Brandegee, och fick sitt nu gällande namn av A.C. Gibson och K.E. Horak. Stenocereus eruca ingår i släktet Stenocereus och familjen kaktusväxter. Inga underarter finns listade i Catalogue of Life.

## Bildgalleri

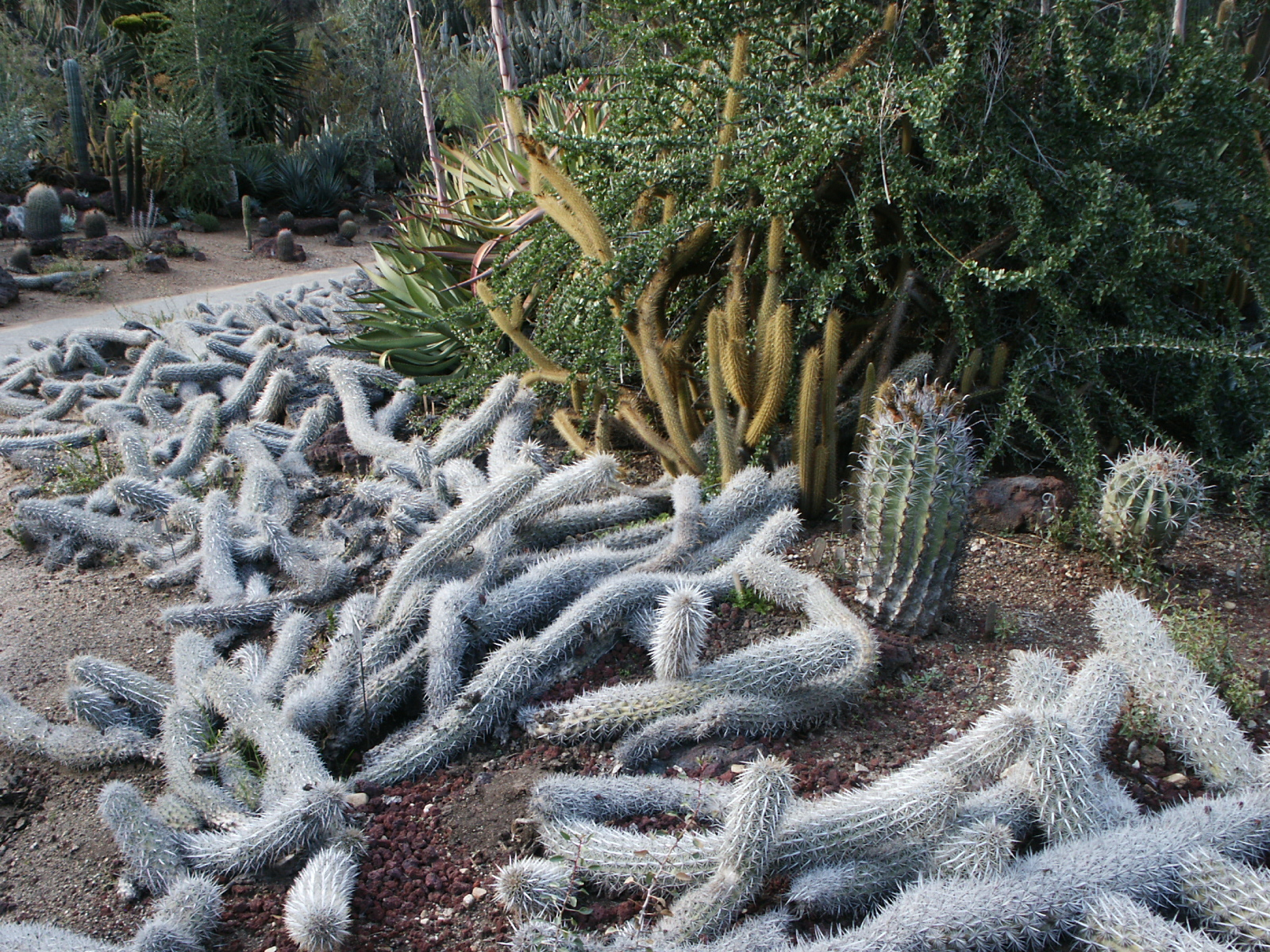
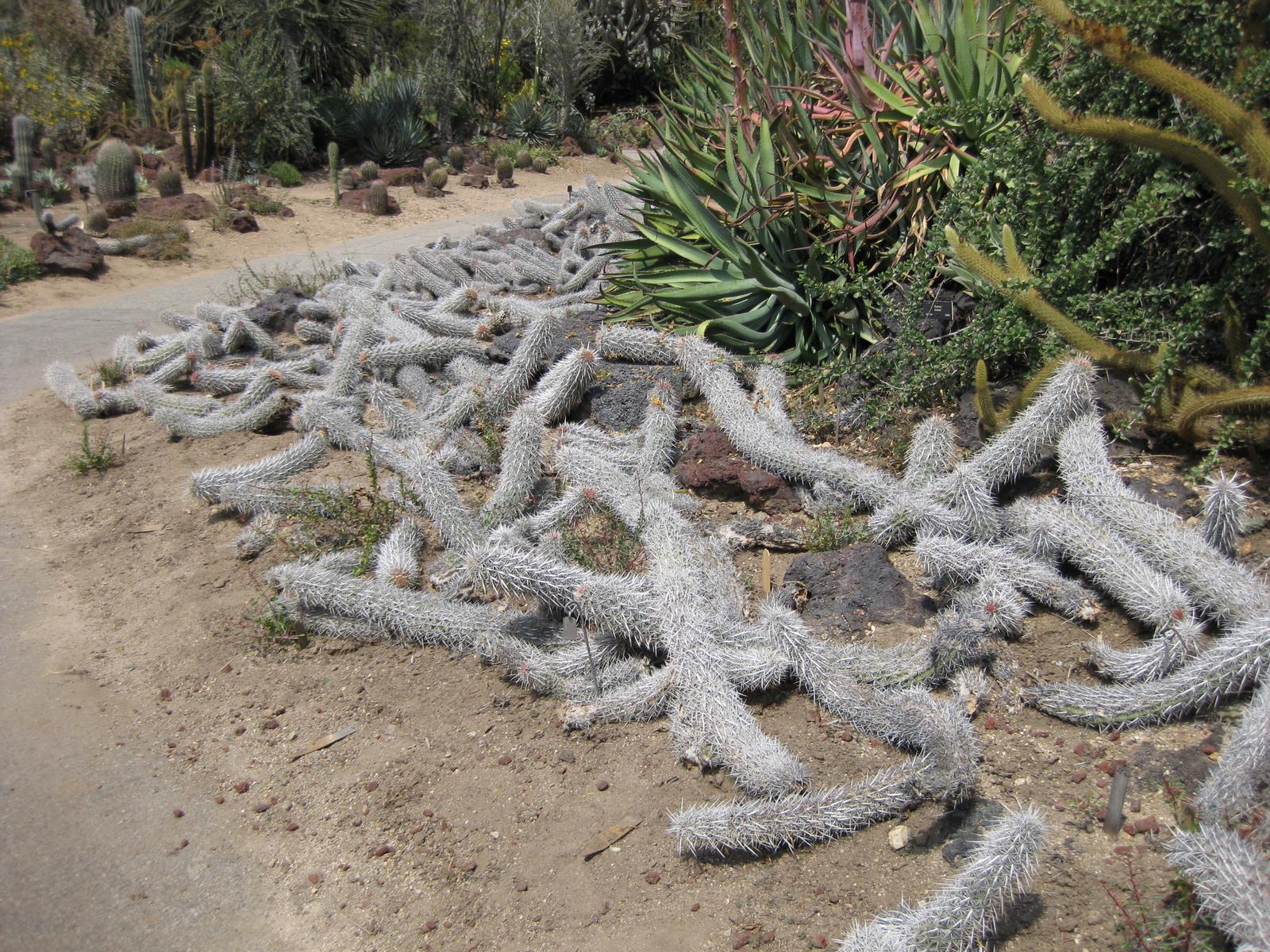
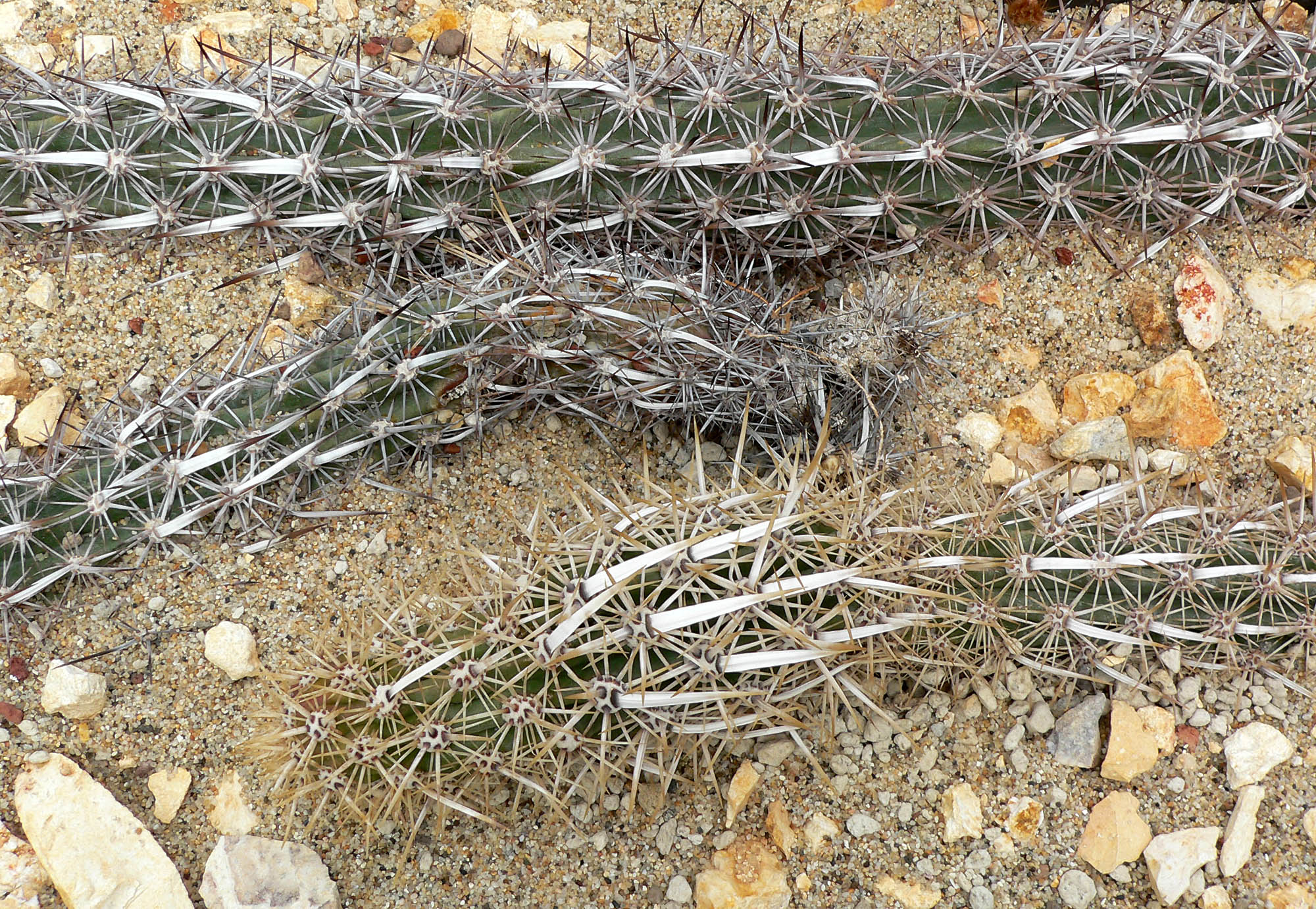
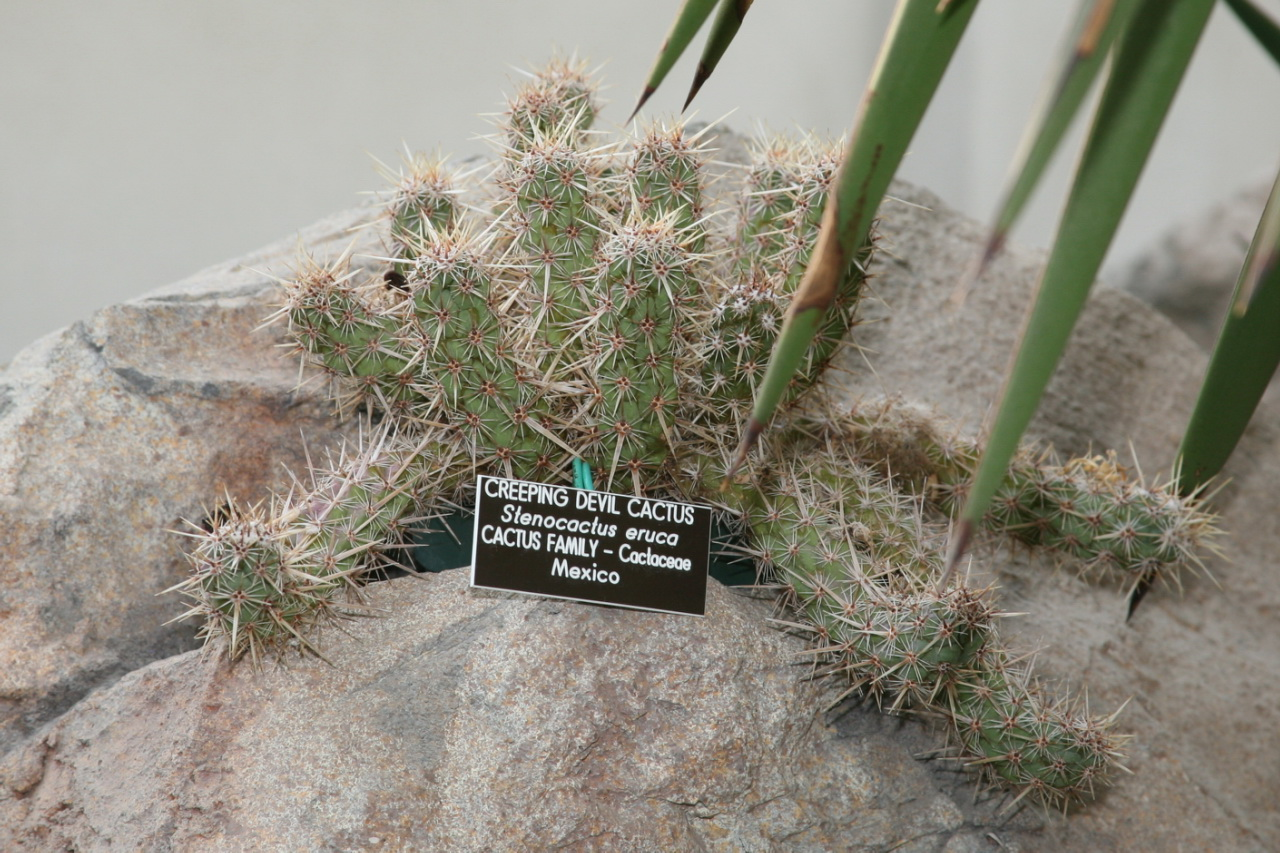
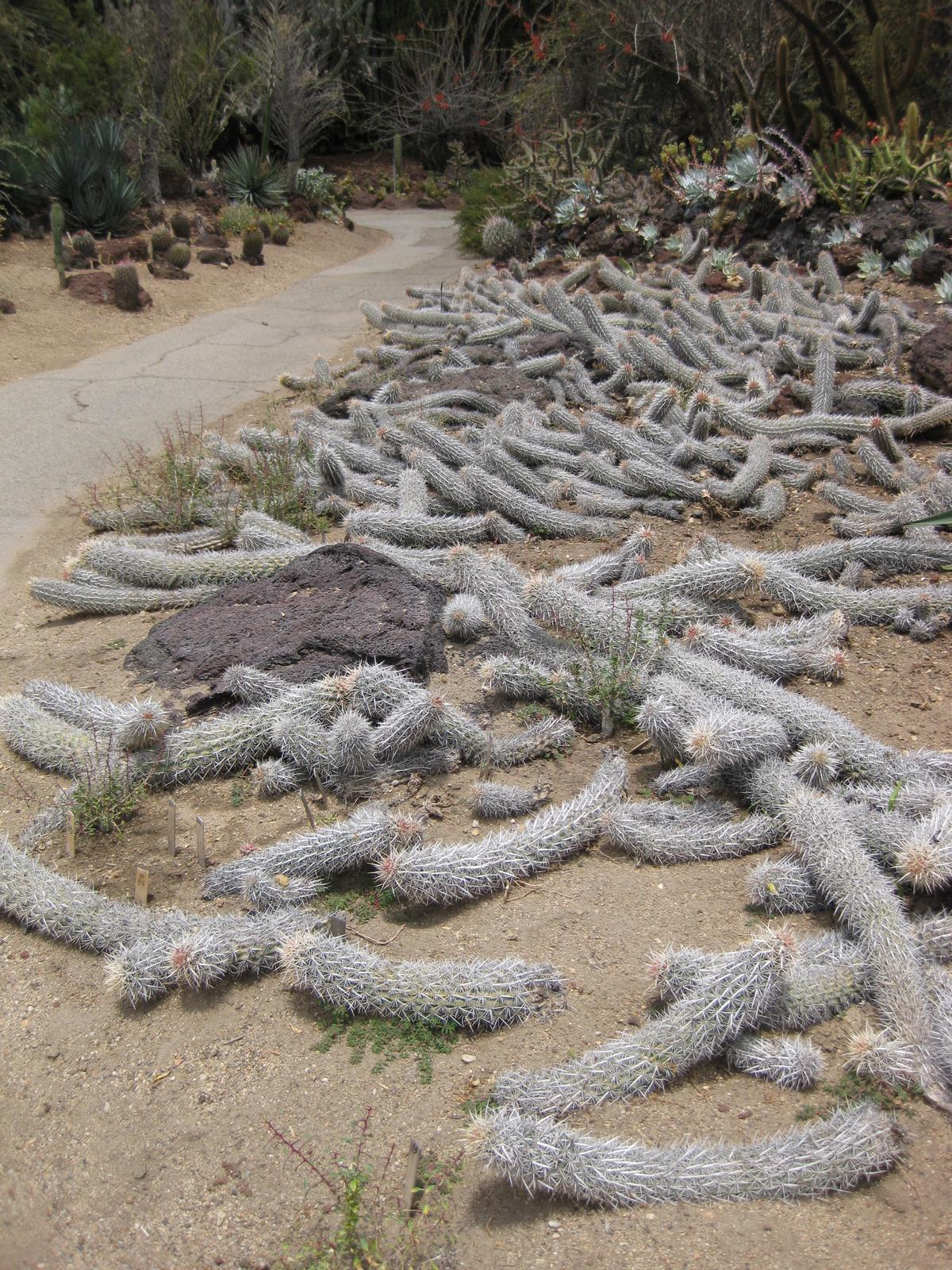
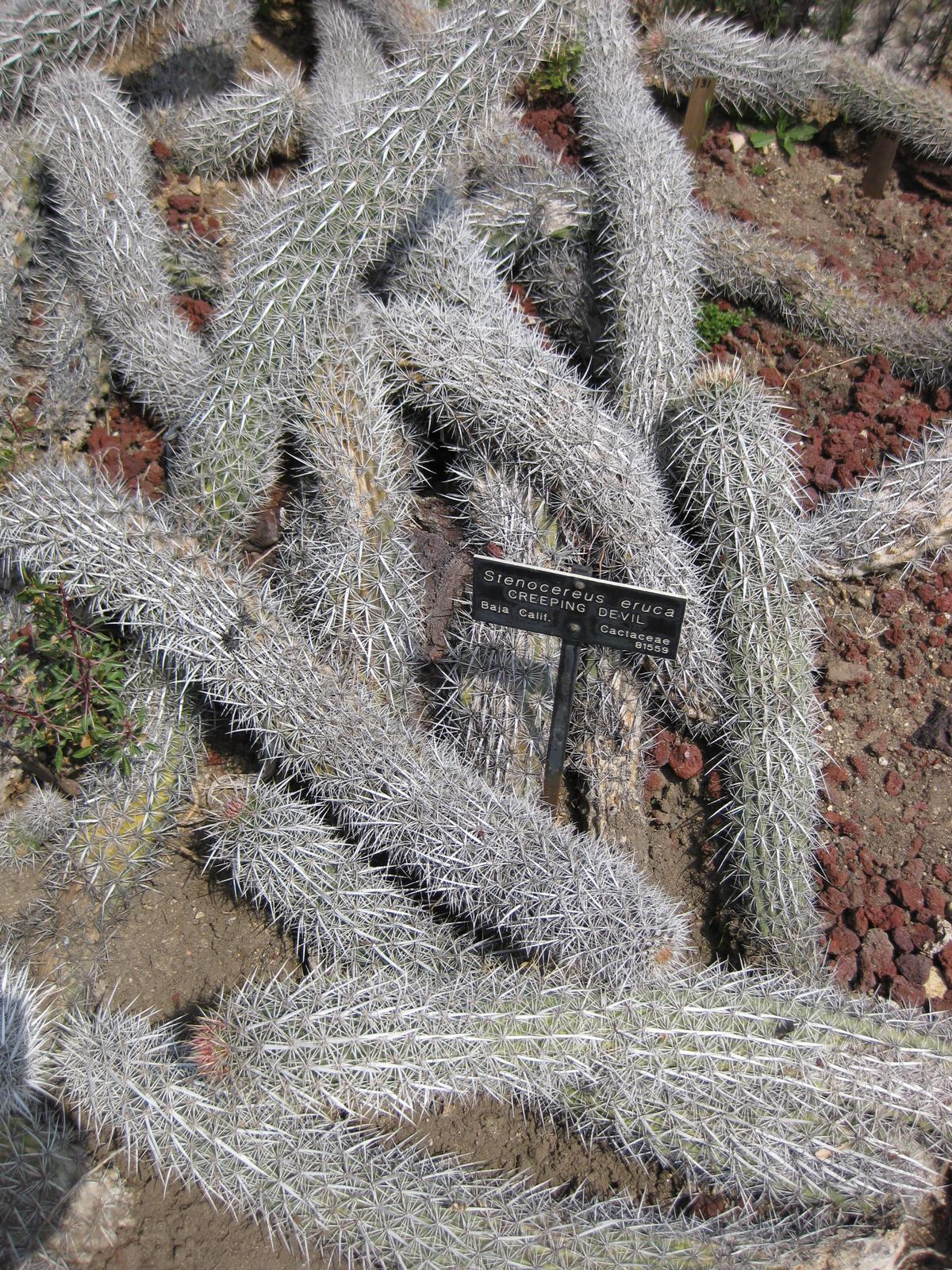